# キラリ☆南国小麦色 〜潮吹きパラダイスへようこそ!〜
『キラリ☆南国小麦色 〜潮吹きパラダイスへようこそ!〜』（キラリ☆なんごくこむぎいろ 〜しおふきパラダイスへようこそ!〜）は、アトリエかぐや Honky-Tonk Pumpkinより2010年9月24日に発売された18禁恋愛アドベンチャーゲームである。

## ストーリー
主人公・安仁屋琉堵は、夏休みに大学の卒業論文の研究という建前で南国でのバカンスを満喫すべく、学友と3人で益垣島へ到着した。しかし偶然にも島の火山が噴火し島民は避難、入れ違いで取り残された琉堵たちと、同じく逃げ遅れて島に取り残された女の子たちとの自給自足生活を余儀なくされる。食料は確保できたが、肝心の水が確保できない事に悩んだ琉堵たちは、とある神社で水源を見つけるも、子宝祈願や潮吹きなどの効能があり、琉堵たちはそれを知りながらも生命の危機のため止む無く水を飲む羽目となり、女の子たちとの楽しくエッチな南国ライフが始まった。

## 登場キャラクター

### 主要人物
安仁屋琉堵（あにや りゅうと）
物語の主人公。大学生で、夏休みに卒業論文の研究がてらに榊・早乙女の3人で益垣島に来たが、到着早々ハプニングで自給自足生活を余儀なくされ、成り行きで島神様の協力もする羽目となる。サバサバかつ調子のいい性格。
榊真奈（さかき まな）
声：遠野そよぎ
琉堵と同じ大学に通う女の子で、中学・高校からの腐れ縁。上流家庭の出で、益垣島にある廃れたホテル民宿「ニューハワイ」を相続し、卒業論文の研究がてらに3人で益垣島に来た。琉堵の事を何かと気にかけている。
朝比奈小麦（あさひな こむぎ）
声：小倉結衣
益垣島の島民。家が島内放送の聞え辛い場所にあったために逃げ遅れた。一見気が強そうだが、時折女の娘っぽいしぐさを見せる事も。
襟裳崎ジュン子（えりもさき じゅんこ）
声：かわしまりの
琉堵と同じ船に乗ってきたOL。島中を放浪した末に琉堵たちと遭遇、一緒に生活する事になった。グラマラスな体形をしており、琉堵を一目で気に入り、何かとアプローチをかける。
海月ソルト（うみつき そると）
声：あじ秋刀魚
浜に全裸で打ち上げられた謎の少女。たまたま探し当てた「3組」と書かれた白スクを着て琉堵たちと行動を共にする。

### その他
早乙女天牙（さおとめ てんが）
琉堵・真奈の大学の悪友で、ハイテンションかつ暑苦しいトークが特徴。益垣島には琉堵をダシにして素敵なお姉さんとアバンチュールな恋をしたいと無理矢理付いて来た。
島神様
益垣島は代々捕鯨漁の盛んな地で、大漁祈願で奉られた神様。現在、捕鯨禁止令で捕鯨漁が途絶え、150年に一度の大事な儀式ができなくなると嘆いていたところへ琉堵たちが訪れたため、協力を依頼した。

## 反響
本作は、Getchu.comの美少女ゲームアワード2010のエロ部門の14位にランクインした。